# ميرمنغان عليا (مقاطعة غيلانغرب)
ميرمنغان عليا (بالفارسية: میرمنگان علیا) هي قرية تقع في كرمانشاه في إيران. يقدر عدد سكانها بـ 364 نسمة بحسب إحصاء 2016.